# Čavoglave
Čavoglave su selo u Petrovom polju, u Drniškoj krajini. Administrativno, selo pripada općini Ružić u Šibensko-kninskoj županiji.
Nalazi se na nadmorskoj visini od 420 m, između planina Svilaje i Moseća, pored izvora rijeke Čikole. 
Uz južni rub sela prolazi državna cesta D56, u dijelu između Drniša i Muća, a s druge strane ceste je selo Kljaci.

## Stanovništvo
Prema podacima na službenim stranicama općine, Čavoglave imaju 190 stanovnika.
| broj stanovnika | 468   | 409   | 433   | 419   | 481   | 507   | 513   | 544   | 302   | 559   | 498   | 507   | 411   | 285   | 199   | 168   | 147   |
|                 | 1857. | 1869. | 1880. | 1890. | 1900. | 1910. | 1921. | 1931. | 1948. | 1953. | 1961. | 1971. | 1981. | 1991. | 2001. | 2011. | 2021. |

## Povijest
U Domovinskom ratu Čavoglave su se nalazile na samoj crti bojišnice, ali nikada nisu bile okupirane. Veliki broj mještana sudjelovao je u borbi protiv Krajinskih Srba. Selo je postalo poznato, kada ga je u svojoj pjesmi "Bojna Čavoglave" opjevao njegov najpoznatiji stanovnik Marko Perković Thompson.
Svakog 5. kolovoza u selu se održava jedna od najvećih pučkih veselica Proslava Dana pobjede i domovinske zahvalnosti u Čavoglavama s preko 100.000 posjetitelja.

## Poznate osobe
- Ante Dabro, australski slikar podrijetlom iz Čavoglava
- Marko Perković, hrvatski glazbenik